# Санту-Онофре (Калдаш-да-Раинья)
Санту-Онофре (порт. Santo Onofre) — район (фрегезия) в Португалии, входит в округ Лейрия. Является составной частью муниципалитета Калдаш-да-Раинья. По старому административному делению входил в провинцию Эштремадура. Входит в экономико-статистический субрегион Оэште, который входит в Центральный регион. Население составляет 10 775 человек на 2001 год. Занимает площадь 9,11 км².